# Мичелада
Мичела́да (исп. Michelada) — мексиканский коктейль на основе пива, распространенный также в других латиноамериканских странах. Пиво может смешиваться с соком лайма и других цитрусовых, томатным соком, острыми соусами и специями. Подается мичелада обычно в охлажденном стакане с ободком соли.
Классического рецепта мичелады нет. Существует множество вариантов данного коктейля. Наиболее простые из них подразумевают добавление только лимонного сока и соли. В других частях Мексики принято приправлять мичеладу острыми соусами, соками тропических фруктов и даже соком моллюсков (англ. Clam juice). В Сальвадоре тоже добавляют острый соус, а также соль и перец. В Гватемале популярным является смешивание с томатным соком.
В Мексике мичелада считается хорошим средством от похмелья и часто её пьют с утра или в середине дня.

## Происхождение
О происхождении и этимологии мичелады существует две популярные версии.
Одна из них связана с человеком по имени Мишель Эспер из клуба «Депортиво Потосино» в Сан-Луис-Потоси, Мексика. В 1960-х годах Эспер начал просить пиво с лаймом, солью, льдом и соломинкой в чашке под названием «chabela», как будто это был пивной лимонад (исп. limonada). Члены клуба стали просить пиво как «лимонад Мишеля», а название со временем сократилось до Michelada. Со временем к первоначальному рецепту были добавлены другие соусы. Сегодня он содержит те же ингредиенты, но с добавлением льда и порошка чили на ободке бокала.
Другая этимология гласит, что michelada — это портманто от mi chela helada. Слово chela является популярным термином для обозначения пива в Мексике. Когда вы просите chela, вы просите холодное пиво; поэтому фраза mi chela helada означает «моё ледяное пиво».